# 鼓勵就業交通津貼計劃
鼓勵就業交通津貼計劃（英文：Work Incentive Transport Subsidy Scheme）俗稱新交津，是香港政府為低收入在職人士提供的津貼，緣於2010年的施政報告第56項中，提出資助全香港合資格在職人士每人每月600港元交通費用。有關計劃於2011年10月3日開始接受申請，但津貼金額可追溯至2011年4月1日。

## 歷史
鼓勵就業交通津貼計劃的前身是「交通費支援計劃」，於2008年7月2日至2011年9月30日期間推行，目標對象為居住於元朗區、屯門區、北區及離島區這四個遠離香港市區的低收入在職人士及求職人士。計劃以個人為單位，通過資產審查的申請人，可領取每月600港元的「在職交通津貼」，或實報實銷、最多600港元的「求職津貼」。
2010年10月，時任香港行政長官曾蔭權發表施政報告，指出交通費為低收入在職人士帶來壓力，所以政府決定推出鼓勵就業交通津貼計劃，為他們減輕負擔並鼓勵持續就業。計劃交由勞工及福利局制訂具體細節及實施時間表，並在實施三年後檢討。
同年12月13日，勞工及福利局公佈計劃具體細節。新計劃與之前「交通費支援計劃」的最大分別，是取消以個人為單位而改作以家庭為單位，並且不再支援求職人士，當中以前者引起社會各界的迴響及普遍不滿。
2011年2月11日，勞工及福利局公布改善方案，放寬二人和三人家庭的每月住戶入息限額。由於社會仍對方案有所不滿，當局於2月17日再推出兩項改善措施，包括進一步放寬二人住戶的入息限額，以及為每月工作時數不足的人士提供半額津貼，但仍堅決拒絕接納讓申請者自行選擇以個人或家庭為單位的「雙軌制」建議。改善方案最終獲立法會通過。
2012年2月7日，勞工及福利局局長張建宗表示計劃自去年10月推行以來有2萬5千人申請。雖然申請遠低於預期的20萬人，但由於計劃是可追溯過去一年的交通費，故他不排除在4月前有更多人提交申請。他又表示當局會留意情況，不排除放寬入息上限。
2019年4月1日，在職家庭津貼辦事處執行以往由勞工處審批的申請，更名為「以個人為申請單位的鼓勵就業交通津貼」。申請期改為過去的6個月。
2021年6月起，政府取消個人交津計劃，的最後申領月份為2015年5月。

## 申請資格
鼓勵就業交通津貼計劃的申請資格如下：
- 在香港合法受僱 （僱員或自僱人士，但不包括有兼職工作的全日制學生）；
- 由居住地點往返工作地點需要支付交通費用（不論金額多寡）；
- 申請人的住戶符合每月入息及資產限額；
- 每月工作不少於72小時（每月工作不足72小時但不少於36小時可申領半額津貼）。

住戶每月入息及資產限額如下：

### 申請2016年2月起的津貼
| 人數    | 每月入息限額（港元） | 資產限額（港元） |
| ------- | -------------------- | ---------------- |
| 1       | 10,000               | 88,500           |
| 2       | 16,600               | 120,000          |
| 3       | 18,900               | 180,000          |
| 4       | 22,100               | 240,000          |
| 5       | 22,800               | 240,000          |
| 6或以上 | 25,200               | 240,000          |

### 申請2015年2月至2016年1月的津貼
| 人數    | 每月入息限額（港元） | 資產限額（港元） |
| ------- | -------------------- | ---------------- |
| 1       | 8,000                | 84,000           |
| 2       | 15,300               | 114,000          |
| 3       | 17,600               | 171,500          |
| 4       | 20,100               | 228,000          |
| 5       | 21,600               | 228,000          |
| 6或以上 | 23,500               | 228,000          |

每名年滿60歲的申請人（如屬住戶申請）住戶成員可獲增加35,000元的額外資產限額。

## 津貼金額
所有符合資格的申請住戶當中，每月工作不少於72小時的申請人，不論交通費用的多寡，一律可申領每月600港元的全額津貼；每月工作不足72小時但不少於36小時的申請人，不論交通費用的多寡，一律可申領每月300港元的半額津貼。 津貼會以銀行轉帳形式發放。